# Овчар Олександр Миколайович
Олександр Миколайович Овчар  — головний сержант Збройних сил України, учасник російсько-української війни, що загинув у ході російського вторгнення в Україну в 2022 році.

## Життєпис
«Бес»
Олександр Овчар народився 11 вересня 1966 року в сім'ї військовослужбовців у Бердичеві на Житомирщині. Після закінчення восьми класів школи № 11 здобув професію столяра в ПТУ № 3 рідного міста. Військову службу проходив з 1984 по 1986 рік у внутрішніх військах в Одесі. Потім поїхав працювати будівельником на Північ. У 1990 році повернувся на малу батьківщину та оселився в Маркушах Бердичівського району, звідки родом дружина. У січні 2015 року був мобілізований на військову службу, яку проходив у районі проведення АТО на сході України. З початком повномасштабного російського вторгнення в Україну був мобілізований та перебував на передовій. Ніс військову службу в складі 4-тої десантно-штурмової роти 2-го десантно-штурмового батальйону військової частини А0281. Загинув 8 березня 2022 року поблизу Ізюма на Харківщині, отримавши несумісні з життям важкі поранення.

## Родина
У загиблого залишилися дружина Ірина, донька Ірина та син Олександр, а також онуки.
у 1987 році одружився з уродженкою Маркушів Бердичівського району. Перший син в родині Олександр народився на Півночі.

## Нагороди
- орден «За мужність» III ступеня (2022, посмертно) — за особисту мужність і самовіддані дії, виявлені у захисті державного суверенітету та територіальної цілісності України, вірність військовій присязі.